# Michał Kazimierz Ogiński
Michał Kazimierz Ogiński (litauiska: Mykolas Kazimieras Oginskis), född omkring 1730 i Warszawa, död 31 maj 1800, var storhetman av Litauen. Han var även musiker och kompositör. Ogiński var farbror till Michał Kleofas Ogiński.

## Biografi
Michał Kazimierz Ogiński föddes omkring 1730 i Warszawa och var storhetman av Litauen. Ogiński kämpade 1771 mot ryssarna och måste gå i landsflykt, men återkom 1776 och deltog på "patrioternas" sida i striderna 1791. Han påbörjade 1770 på egen bekostnad Oginskikanalen (55 kilometer lång, fullbordad 1804), som går mellan Njemens biflod Stjara och Prypjats biflod Jazolda samt därmed förbinder Östersjön och Svarta havet. Han underhöll en orkester och säges ha uppfunnit pedaler för harpan.
Ogiński var en talangfull amatörmusiker och komponerade sånger och danser. Han avled 1800 på slottet Slonim.